# Confederación Indígena
La Confederación Indígena (1567-1577), o Confederación Indígena de la Provincia de Caracas, fue el bando beligerante de los caribes y arawacos contra el imperio español y sus aliados indígenas, durante la guerra hispano-caribeña. Dicha confederación por su extensión y pueblos representó el mayor peligro de la permanencia de los españoles en Tierra Firme venezolana.

## Confederación Indígena
La confederación en el siglo XVI, se ubicaba en la provincia de Caracas limitaba con la Provincia de Venezuela al oeste, hacia el este con las tierras de los Cumanagotos, la provincia de Margarita y Nueva Andalucía, al norte con Santo Domingo e islas de las Antillas, al sur con grupos caribes nómadas o seminómadas y la provincia de Guayana, todas correspondiente hoy a la República Bolivariana de Venezuela. La confederación estaba integrada y liderado por Guaicaipuro quien era el gobernante señorial de Los Teque y la tribus de los valles de los Araguas, así mismo la confederación sumaba la nación Guaiquerí (tierra firme) dirigido por Guaicamacuto, que ocupaba todo el litoral central, las costas de barlovento, Tacarigua, Machurucuto hasta las fronteras con los cumanacotos, asimismo el señorío de los Meregotos y los Arbacos, tribus guerreras arahuacas posiblemente de origen caquetío, dirigidas por Terepaima (arahuaco) también aliado a la confederación cuyos dominios se extendían desde el centro al sur del estado Aragua y la tierra del norte de los Araguas, la sabana de Guaracarima así como las serranías y valles de Tucutunemo, Tocorón y Cura, que junto a Guaicaipuro habían expulsado los intentos invasores de los españoles. Los Quiriquires dirigido por Tamanaco cuyo señorío se extendía desde los Valles del Tuy limitando con Los Teque con el río Paracoto, así como la llanura de Barlovento y el Valle de Tácata. El señorío del cacique Aramaipuro que integraba la tribu de los Mariches y la tribu de los Charagotos dominando los valles y serranías del noreste en los actuales municipio Sucre y municipio Ambrosio Plaza del estado Miranda, y el cacique y jefe guerrero Paramaconi de la tribu Toromaima que ejercía su señorío sobre las tribus ubicadas en el actual municipio Libertador, todos ellos gobernantes y líderes espirituales (mágico-religioso) de señoríos tribales que mediante un sistema señorial de cacicazgo y de liderazgo militar sobre la gran cantidad de tribus de la región centro costera del Caribe 
llevaron a cabo una tenaz resistencia ante el avance del Imperio Español 
sobre sus tierras.
Los caribes de Tierra Firme eran conocedores de la navegación y tenían una importante actividad mercante, ejercían el intercambio comercial con los caribes y habitantes Taínos de las islas de las Antillas, donde inclusive se ha reportado contacto comercial indirecto con el antiguo Imperio Azteca en el norte y con el Imperio de los Incas en el sur. Los caribes comerciaban con los europeos desde los tiempos de los Welser donde les legan la creencia cristiana (hugonones y luteranos), comercian con bucaneros, corsarios, filibusteros, con poblaciones guaiqueríes de Margarita (pueblos del Mar), y otros navegantes caribes de las Antillas, con la provincia española de Margarita donde reciben a las misiones dominicas, y contrabandistas españoles, también realizaban explotación artesanal de las minas y uso sustentable de las quebradas, manantiales y arroyos de agua potable, habían convertido el valle de Caracas en una tierra de altos niveles de fertilidad y producción agrícola, si bien hubo buenas relaciones con Francisco Fajardo (conocedor de la cultura autóctona por ser su madre de origen indígena y podríamos decir primero de origen criollo con el cargo de Capitán General o Teniente General)  los caciques tenían conciencia clara de los intereses invasores colonialistas, conciencia que sorprendió y preocupó a los españoles, cinco años antes Juan Rodríguez Suárez predijo este acontecimiento: «era cierta señal de alguna general conjuración de las naciones, a cuyo reparo era preciso ocurrir, acometiéndolas con tiempo, antes que se juntasen en un cuerpo». El término Confederación Indígena fue utilizado por primera vez en la obra Oviedo y Baños en la obra Historia de la Conquista de Venezuela, cuando refiriéndose a la alianza entre las naciones indígenas para enfrentar a las fuerzas españolas, indicó:

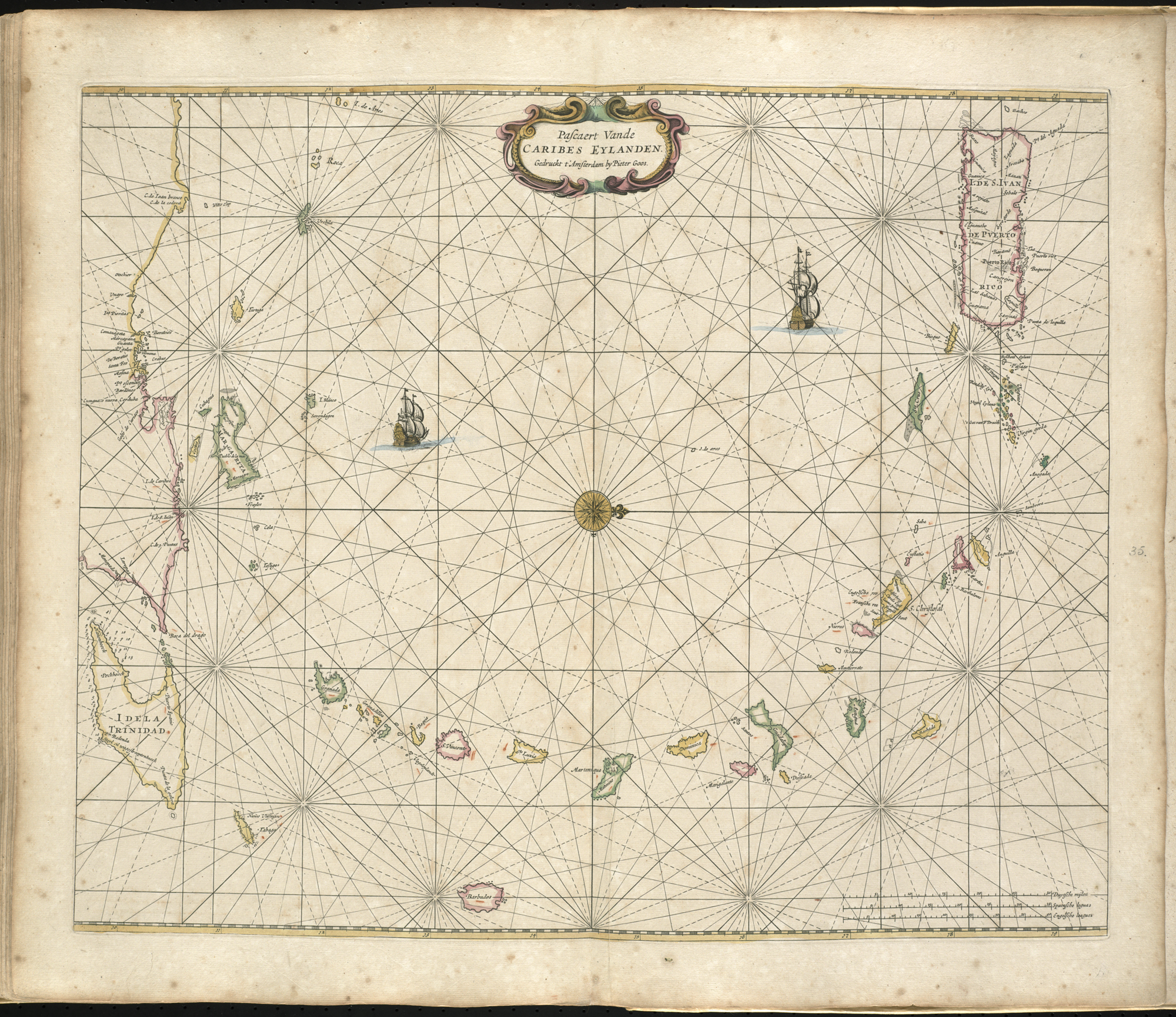
Caribes Eylanden

Dichas naciones formaron una alianza (Oviedo y Baños). Este nuevo bloque que posteriormente derivó en lo que se llamó el «Confederación Indígena» logró su establecimiento debido a las coincidencias que existían entre los sistemas de gobierno, económico e ideológico de dichas naciones, allí fue nombrado a Guaicaipuro el jefe de jefes o Guapotori, capitán general de dicha confederación para organizar y enfrentar la avanzada española esta vez más apertrechada y numerosa.

## Antecedentes

### Expedición pacificadora Pedro Ponce de León
Por orden expresa del rey Felipe II, debían derrotar a Guaicaipuro y «pacificar» la región, debido a que en menos de una década había sido aplastado los intentos colonizadores de la región, realizado por experimentados conquistadores que desistieron o perecieron en la lucha contra los caribes, entre ellos: Juan Rodríguez Suárez (militar español y fundador de Mérida), Diego García de Paredes y Vargas (venció al imperio Inca junto a Pizarro y fundador de Trujillo), Luis de Narváez, Juan Jorge de Quiñónez, entre otros, ante ello en 1565 envío militares más dotados con armas (arcabuces y espadas, pertrechos) y recursos económicos, así como estrategas militares veteranos en las guerra contra los árabes en África, todos ello venido de España con el nuevo gobernador de la Provincia de Venezuela Pedro Ponce de León que para sumar adeptos milicianos, ganado y caballos para la guerra contra Guaicaipuro, Ponce puso a sus hijos en el ejército, buscando ejemplarizar a los demás españoles habitantes de la región de El Tocuyo, Barquisimeto, Coro, Cumaná, entre otros. Difundió en los poblados la noticia de la matanza que hicieron en las costas del litoral central de un sacerdote y varias familias inocentes que venían en un buque en arribada, para buscar que los vecinos criollos se sumaran a las milicias españolas movidos por la indignación, y subiéndoles la moral, igualmente con el ofrecimiento de tierras, explotación de las minas y encomiendas, hecho que funcionó y en pocas semanas tenía un fuerte contingente donde comprenden Francisco Infante, Garci González de Silva, Gustavo de Ávila, Juan de Guevara, Francisco Maldonado y muchos pobladores circunvecinos, e indios de caciques aliado a los españoles, es oportuno decir que hasta 300 años después, con Pablo Morillo en 1815 no vendrá un funcionario con semejante fuerzas e instrucciones precisas de sometimiento (pacificación) venidas de España. Ponce de León nombró por instrucciones de la Corona a Diego de Lozada conocedor del país y vencedor en muchas batallas, con el grado supremo de Capitán General para dirigir las fuerzas.

### Batalla de San Pedro
El 25 de marzo de 1567 en San Pedro fue el primer enfrentamiento frontal contra el imperio español en territorio Venezolano, 4 mil indígenas Teques dirigidos por Guaicaipuro confrontó la avanzada militar española en el Valle de Aragua. El choque fue intenso y Guaicaipuro dio cuenta de que esta vez se habían dotado de mayores instrumento de guerra, caballos, y logística que necesitaba una coalición para enfrentarlos por lo cual convocó a todos los señoríos tribales y tribus independientes a una Asamblea en Maracapana.

### Asamblea de Maracapana
En Maracapana se lleva a cabo la Asamblea, Guaicaipuro logra reunir a los jefes guerreros y caciques, de grandes señoríos tribales y aun cuando Guaicamacuto y los Teques fueron acérrimos enemigos, es con la llegada de Guaicapuro que finaliza temporalmente la contienda por su liderazgo y siendo este de origen Tarma igual que Guaicamacuto, que emparentado con Guaicaipuro vio la oportunidad de conformar una alianza.
Guaicamacuto era el máximo cacique, figura de poder de las tribus de la región norte costera, había logrado un señorío con las tribus gobernadas por los caciques Paisana, Naiguata, Guaimacuare, Maiquetia, Prepocunate, Charayma, en la época del Gobernador Collado y una intensa actividad marítima comercial, por lo tanto tenía un poder señorial inmenso, y propuso la confederación como medida extraordinaria de contención y aceptó a Guaicaipuro como líder de la misma, con el alto cargo o título de jefe de jefes (Guapotori) que según la obra de Oviedo y Baños lo hacía equivalente al rango español de Capitán General.. Guaicaipuro logra una importante alianza con el cacique Aramaipuro, señor de Los Mariches y padre de Urimare que también reconocieron a Guaicaipuro como jefe de la Confederación ofreciendo para la acción bélica sus 14 mil flecheros. Guaicaipuro como líder indígena logró la alianza de dos etnias que históricamente eran enemigas, los arahuacos y los caribes, y podemos decir que en esta confederación se unen los arahuacos dirigido por Terepaima, cacique de Los Meregotos, que reconoció inmediatamente a Guaicapuro como líder de la confederación, ya que Terepaima y Guaicaipuro era amigos y habían luchado en varias oportunidades juntos contra los jefes militares Juan Rodríguez Suárez y Luis Narváez. Igualmente a la asamblea participó el cacique Tamanaco, jefe guerrero de Los Quiriquires enemigos históricos los Teques que sin embargo aceptaban el liderazgo de Guaicaipuro. Así mismo se le unen las distintas tribus del valle de Caracas que no pertenecían a ningún señorío, actuaban como una especie de polis, dirigidas por, Paramaconi (Toromaimas), Chacao, Catia, y aun cuando algunas tribus decidieron mantenerse neutral, esta alianza por la cantidad de guerreros, y conocimiento de la región sería difícil vencerlas y podrían darle una derrota al ejército español, que pudo haber hecho políticamente hablando, haber tambaleado el poder español en América y reconocido el dominio de la nación Caribe en esta región.

### Atentado a Guaicaipuro

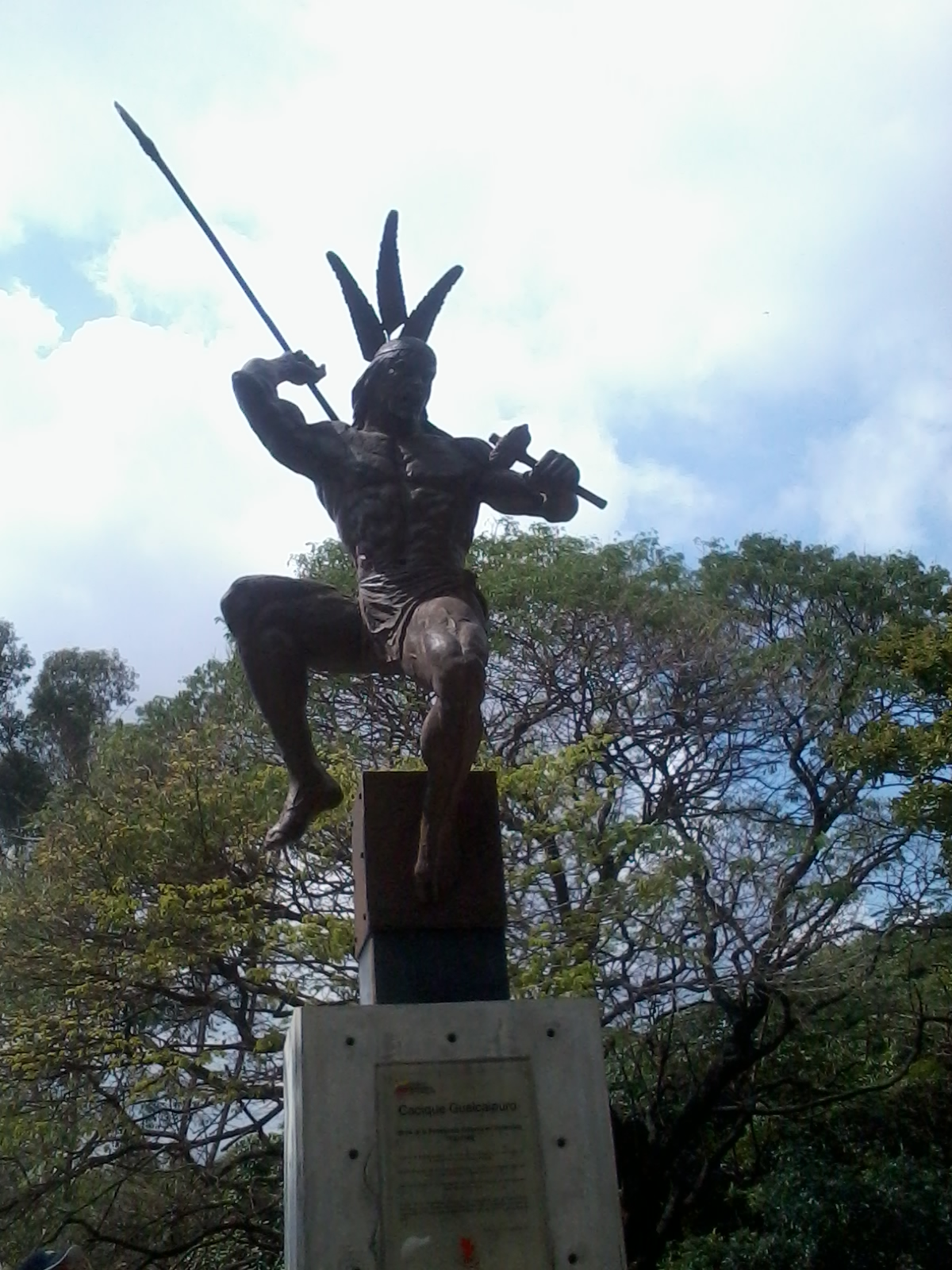
Cacique Guaicaipuro

Diego de Lozada y sus milicianos se enteran por indios traidores sobre la confederación indígena, peligrosamente para los colonizadores e inclusive para el imperio español, y su prestigio, sabían que enfrentar la confederación Indígena era una derrota segura, y que el liderazgo de Guaicaipuro debía ser derrumbado, pues una victoria acabaría con el dominio español en la región y su ejemplo se esparciría por el continente cambiando la historia del Caribe. Para ello es enviado Pedro Alonso Galeas, experto en escaramuza, con el objetivo de asesinarlo o impedirle a toda costa su llegada a Maracapana exactamente el día de la reunión para la gran Batalla. Galeas conociendo la información por delatores del paso donde iría Guaicaipuro junto con el cacique Conopoima, lo esperan en una emboscada, y a su paso lanzan el ataque, y aun cuando hubo el factor sorpresa sobre Guaicaipuro para asesinarlo, logra salvarse del atentado, pero el evento le obligó a detenerse, creyendo alguna conspiración en su contra, que debido a la falta de medios de comunicación veloces y eficientes no pudo certificar, esto provocó intrigas y su división en la confederación indígena. Guaicamacuto quien desconfiaba de la tribu de Los Teques, decide retirarse de la Confederación a igual que su aliado Aramaipuro líder de los Mariches, un gran grupo dirigido de los Quiriquires por Yare y otro del cacique Catia, que redujo las fuerzas a menos de la mitad.

## Batalla de Maracapana
Terepaima como líder importante después de Guaicaipuro dirige la confederación, la guerra estalló en 1568 con las tribus Toromaimas de Paramaconi, las tribus de Chacao y Los Quiriquires , contra las fuerzas españolas comandadas por el capitán general Diego de Lozada en la Batalla de Maracapana. La batalla fue intensa, la resistencia hizo imposible la toma del valle, Terepaima lugarteniente de Guaicaipuro y líder de los Arawakos de los valles del Tuy, toma el liderazgo, aún reconociendo la desventaja de la capacidad militar, inician el ataque a las fuerzas españolas de manera frontal junto al cacique Paramaconi de los Toromaimas y el cacique Chacao, siendo aquella un acto más heroico que tener algún indicio de victoria. sin embargo la batalla fue intensa, por las acciones de un guerrero llamado Tiuna que al mando de un aguerrido grupo de indígenas había puesto en jaque al ejército español haciéndolos retroceder.

### Asesinato de Terepaima y Tiuna
Los españoles no lograban contener el impulso de las fuerzas indígenas, deciden asesinar a su líder Terepaima, utilizando un indígena, que lo realiza por la espalda en pleno combate, igualmente es asesinado el guerrero Tiuna, cuya valentía impresionó a los españoles, su muerte desmovilizó a las fuerzas indígenas, que decidieron replegarse.

## Asesinato de Guaicaipuro
Lozada había logrado aliar a Baruta en su rivalidad con Conopoima, el señorío de Los Teque se había dividido en dos bandos, los que apoyaban a Baruta (apoyado por los españoles) y los que apoyan a Conopoima (apoyado por Guaicaipuro), conflicto originado por la muerte de Cacique Marakaya que culminaba el conflicto entre araguas y teques, el apoyo de Guaicaipuro al Cacique Conopoima desató polémicas dentro de la tribu por ser los Araguas, en dicha polémica había indios infiltrados por los españoles atizando a Baruta hijo de Guaicaipuro. Guaicaipuro estratega sabía que necesitaba de la alianza de los araguas, para las acciones en el valle del Miedo, pero los ancianos jefes tribales comenzaron a intrigar y utilizaron para ello a su hijo Baruta, por lo cual Conopoima decidió romper la alianza de Los Araguas con Guaicaipuro, los españoles infiltrados atizaban para debilitar la autoridad y prestigio de Guaicaipuro dentro de Los Teques que al lograrlo, Lozada dio la orden a Francisco Infante para aprovechar la ocasión y asesinar a Guaicaipuro, y como el rey había decretado que los indios eran súbditos españoles realizó un juicio sumarial contra Guaicaipuro en ausencia donde declaraba su muerte, donde muchos vieron este juicio como un parapeto ilegítimo y de vil acción para un hidalgo español.
En 1569 Francisco Infante junto con un grupo de españoles y por información indígena llegan a la vivienda de Guaicaipuro en Suruapo, Guaicaipuro con un pequeño grupo de sus más allegados y fieles guerreros, antes de perder su libertad, lucharon con fiereza, sin embargo, infiltrado de Baruta en la fuerza élite de Guaicaipuro enciende la choza donde hacia resistencia, Guaicaipuro traicionado enfrenta sin apoyo a los españoles, diciendo histórica frase: «vean como muere el último hombre libre de estas tierras». Los demás liderazgos españoles y criollos viendo estos crímenes con falso juramento de honor e hidalguía por Dios y el Rey, comenzaron a percibir a Lozada como un caudillo bruto salvaje peor que los enemigos que perseguían, en inclusive un bárbaro difícil de controlar.

### Destitución del Capitán General Diego de Lozada
La noticia de los dos crímenes de Guaicaipuro y Terepaima comenzó a tambalear las alianzas que tenían con los caciques indígenas entre ellos Baruta, considerado rey por los españoles de las regiones de Los Teques, así como las negociaciones con las tribus de los valles de Caracas como los Toromaimas y Catia. Baruta hijo de Guaicaipuro ahora jefe guerrero de la poderosa tribu Los Teques, insta a la expulsión de Diego de Lozada, la sumisión de Conopoima y reconocer la República de Indios, dichas solicitudes fueron aprobadas en asamblea secreta donde participaron Juan de Guevara, Gabriel de Ávila,  decidieron, enviar una comisión para Barquisimeto para solicitar al gobernador Pedro Ponce de León la destitución y reconocer la república de indios. Para ello fue enviado Francisco Infante donde mantuvo su recorrido asegurado hasta los límites con los araguas dirigido por el cacique Conopoima, enemigos de Baruta, Conopoima envía a Sorocaima a detener la comisión, pero en un enfrentamiento Francisco Infante logra escabullirse y llegar a Valencia. De allí parte a Barquisimeto donde al recibir las noticias el Gobernador Ponce de León decide la destitución de Diego de Lozada. Al enterarse Lozada de su destitución debilitado en el poder y despreciado por los pobladores decide salir de Caracas y parte a Borburata y luego El Tocuyo donde muere a finales del mismo año del asesinato del Guaicaipuro. Baruta recibió encomienda y el reconocimiento de su reinado sobre los señoríos de los Teque como República de Indios, por parte de los alcaldes gobernantes, así mismo Aramaipuro sobre los Mariches y el señorío de Guaicamacuto.

##### Españoles invaden Minas de Oro de Guaicaipuro
Garci González da Silva es enviado por los Alcaldes a participar en favor de sus aliados los Teques para derrotar a Conopoima, en la guerra entre Araguas y Teques que se llevó a cabo en un paraje denominado La Loma, en la batalla es capturado el guerrero Sorocaima le cortan una mano por su actitud heroica y rebelde contra los españoles, las fuerzas de González da Silva junto con Gabriel de Ávila toman las minas de oro de Guaicaipuro, no obstante Conopoima continua con la lucha, logrando avances importante gracias al cacique Acaprapocon, sin embargo, los españoles en un acto vil capturan a su familia mujeres y niños y logrando un acuerdo de pacificación bajo terribles amenazas. 

### Yoraco
De allí un grupo de españoles armados avanzan al valle de Tácata el cual querían apoderarse, se dirige con intérpretes de la tribu Los Teques, no obstante son enfrentados y derrotados por el cacique Yoraco aliado de Tamanaco, en dicha batalla perecen Juan Pascual y Diego Sánchez. Los intérpretes huyen a Caracas para llevar la noticia al teniente español Francisco Carrizo. 
Carrizo viendo la necesidad de dominar el valle de Tácata prepara una avanzada militar contra el cacique Yoraco que inicia en 1575 junto con González da Silva. En dicho enfrentamiento Garci González se enfrenta con el cacique Yoraco,  Da Silva lo embiste con una lanza dándolo por muerto, pero este se levanta y enfrenta a dos españoles llamados Juan de la Parra y Diego Méndez, su valor, heroicidad y fortaleza sobre las heridas infligidas se les hacía incomprensible a los españoles, y atribuían ello, no a la conciencia de libertad sino a algún poder surgido de su collar de «piedras coloradas» que utilizaba, del cual el escritor Oviedo y Baños en su obra menciona que se creó una leyenda de algún poder sobrenatural, este collar se lo apropió Da Silva quien lo conservó años más tarde, el gobernador Diego de Osorio, se lo envió como curiosidad al Rey Felipe II de España.

## Resistencia de Tamanaco
Tamanaco líder de los Quiriquires y de los valles de Tácata, sigue luchando contra la presencia de los españoles, en alianza con Apacuana y el guerrero Pariata. Los españoles sabían que mientras estuviera Tamanaco vivo, y el espíritu de la confederación no daría la garantía del poblamiento y control de las rutas, las minas, las tierras productivas y mano de obra por parte del Imperio español. Deciden lanzar una expedición contra los Quiriquires, con ayuda del cacique Aricabacuto y los antiguos enemigos Teques. Tamanaco continuaba con el ideal de Guaicaipuro y dirigía lo que quedaba de la confederación indígena y logra una unión con el Cacique Tapiaracay preparaba una fuerte alianza con Yare y Apacuana. Garci González da Silva y Pedro Alonso enterado de estos avanzan sobre Tamanaco, donde es capturado torturado y sometido a un duelo con un perro entrenado para la guerra, Tamanaco es asesinado cruelmente en 1571.

### Cacique Yare
González da Silva junto con Francisco Infante avanzan sobre territorio Quiriquire, Apacuana, cacica y líder espiritual, junto al Jefe Guerrero Yare, el cacique Acuareyapa y el cacique Chicuramay lo asedian, Garci González herido logra huir con Francisco Infante herido de muerte, Yare que había jurado vengar a Tamanaco enfrenta la embestida dando la muerte al perro entrenado utilizado para asesinar a Tamanaco, así mismo capturan al Capitán Mendoza (Quien propicio la muerte de Tamanaco) y es ejecutado, Da Silva huye y son salvados al cruzar el río Paracotos y entrar en tierras de los Teques donde los Quiriquires no entraban por ser enemigos. De ascendencia Cumanagotos Yare se repliega a la denominada Provincia de Andalucía y Paria. El gobernador de dicha provincia recibió la información y salió en su encuentro Diego Fernández de Serpa, pero fue derrotado por este. En 1575 cuando Yare preparaba una asamblea de caciques para unificar a los cumanacotos contra la invasión española es asesinado.

### Suspensión de la guerra por la viruela
El puerto de Caraballeda había permitido el arribo de embarcaciones sin ningún control sanitario que se exigía, y sin percatarse, arribó un buque portugués cuya embarcación de asiento negrero estaba contaminado con la peste de la Viruela, enfermedad que azotaba Europa y América que diezmó poblaciones incluyendo a reyes y herederos españoles como el príncipe Baltasar Carlos (1646), hijo y heredero de la corona del rey Felipe IV, Cuauhtémoc, el último emperador Azteca o el muy conocido caso de Luis I de España. La entrada por primera vez de este virus fue catastrófica para la Ciudad de Caracas. Y que coincidió con la llegada del gobernador Juan de Pimentel que unificó la provincia de Venezuela con la de Caracas, y reinauguró la ciudad de Caracas y dio estatus como capital y sede del gobierno denominándola Santiago de León por los orígenes del gobernador y en honor a Rodríguez Suárez fundador de Mérida, quien denominó León el valle de Caracas y Salamanca el los valles del Tuy, sin embargo la ciudad queda casi despoblada, la epidemia devastó la población española y particularmente eclipso la de los indígena aliados que de dichos poblados solo quedó el nombre de sus ubicaciones, ante ello el gobernador emitió una orden de protección de los indígenas en toda la provincia, la peste de la Viruela se extendió hasta inclusive Coro donde murió el Obispo de dicha ciudad e historiador Fray Pedro de Ágreda. Así lo cuenta Oviedo y Baños: 

...ya era el año de ochenta (1580), al puerto de Caraballeda un navío portugués, que venía de arribada de las costas de Guinea; y no habiéndose hecho reparo a los principios de que venía infestado de viruelas, cuando se advirtió en el daño fue cuando no tuvo remedio, pues siendo achaque que nunca se había padecido en estas partes, cundió con tal violencia, que encendido el contagio entre los indios, hizo tan general estrago, que despobló la provincia, consumiendo algunas naciones enteras, sin que de ellas quedase más que el nombre, que acordase después la memoria de su ruina: fatalidad de las mayores que ha padecido esta gobernación desde su descubrimiento, pues convertida toda en lástimas y horrores, hasta por los caminos y quebradas se encontraban los cuerpos muertos a docenas, sin que por todas partes se ofreciese a la vista otra cosa, que objetos para la compasión y motivos para el sentimiento; y porque este fuese más grande y llegase a su mayor aumento el desconsuelo, sucedió al mismo tiempo la desgracia de morir en Coro el Señor Obispo Don Fray Pedro de Ágreda, prelado a todas luces venerable y que en veinte años que gobernó esta diócesis supo con su integridad, su mansedumbre y prudencia conservar la general benevolencia de sus súbditos, siendo su natural agrado el imán con que atraía los corazones de todos: causa, para que fuese su falta más llorada, por ser en ocasión que más necesitaba la provincia de su vida para alivio del riguroso mal que la afligía, pues creciendo este por instante, sin que la diligencia hallase en las medicinas humanas el remedio, era cada día con más violencia su aumento; hasta que entrado el año de ochenta y uno, sin que cesase la mortandad, ni minorase el contagio, ocurrió la ciudad de Santiago a buscar recurso a su trabajo en los socorros divinos, y votando por su patrón y tutelar a San Pablo primer ermitaño, fue tan eficaz su protección, que milagrosamente desde luego se empezó a experimentar la sanidad; en cuyo agradecimiento, para recuerdo perpetuo del beneficio recibido, fabricó la ciudad un templo a su memoria, conservando hasta hoy la piadosa costumbre de asistir capitularmente todos los años el día quince de enero a celebrarle fiesta y rendirle las gracias en su iglesia. Consecuencias de la devastación del pueblo indígena de la región costera

Igual suerte correrá las tribus de Conopoima «que consumidos los más con el rigor de una cruel peste de viruelas, las pocas familias que quedaron en ser, pasado el contratiempo de aquella calamidad, desamparando la posesión de su nativo suelo, unas se agregaron a la población del valle de la Pascua y las más se retiraron a vivir a los valles de Aragua».

## Ataques corsarios
La destrucción del trabajo artesanal de prendas, alimentos y minas por la epidemia, así como la mano de obra agraria, provocó el fin del comercio indígena con los navegantes europeos, resultante en las invasiones de los antiguos comerciantes ingleses, franceses y neerlandeses, los ataques más conocidos fueron los de Amias Preston, Walter Raleigh e inclusive Francis Drake que derivó a Europa en una terrible guerra por el comercio. La provincia de Caracas había caído en ruina, el gobernador Juan de Pimentel cuenta la crónica que practicante quedó el y la población mendigaje, por lo cual se inició un lento repoblamiento de colonos peninsulares y luego canarios, y de esclavos africanos.

## Cacica Apacuana
Herido y enfermo muere el cacique Chicuramay por lo cual Apacuana pasa a ser la cacica de los Quiriquires y del resto que quedaba de los aliados, morirá defendiendo las tierras, fue capturada y ahorcada por los españoles para atemorizar a quien luche por su libertad e independencia, no obstante 300 años después el imperio español es derrotado y expulsado de las tierras Venezolanas, por ejércitos libertadores conformado por criollos, pardos, negros e indios caribes dirigidos por Simón Bolívar.